# Mont Washburn
Le mont Washburn est un sommet de 3 122 m situé dans le parc national de Yellowstone dans l'État du Wyoming (États-Unis). Le mont tire son nom de Henry Washburn qui participa à une expédition dans les années 1800 visant à étudier la région de Yellowstone.